# Andrea Capone
Andrea Capone (* 8. Januar 1981 in Cagliari; † am oder vor dem 27. September 2024 ebenda) war ein italienischer Fußballspieler. Der Mittelfeldspieler und Offensiv-Allrounder war in seiner sardischen Heimat für Cagliari Calcio in der Serie A aktiv. Außerhalb Sardiniens spielte er auch beim FBC Treviso in Norditalien sowie beim toskanischen Verein US Grosseto. 2009/10 wechselte Andrea Capone zu Salernitana Calcio.